# Cloverport
Cloverport é uma cidade localizada no estado americano de Kentucky, no Condado de Breckinridge.

## Demografia
Segundo o censo americano de 2000, a sua população era de 1256 habitantes.
Em 2006, foi estimada uma população de 1248, um decréscimo de 8 (-0.6%).

## Geografia
De acordo com o United States Census Bureau tem uma área de
4,3 km², dos quais 4,2 km² cobertos por terra e 0,1 km² cobertos por água. Cloverport localiza-se a aproximadamente 149 m acima do nível do mar.

## Localidades na vizinhança
O diagrama seguinte representa as localidades num raio de 24 km ao redor de Cloverport.